# Arkitekt
Arkitekt – irlandzko-brytyjski zespół muzyczny łączący rocka z muzyką electronicą. Założycielem grupy jest gitarzysta The Cranberries Noel Hogan. Projekt działa od 2007 roku.

## Muzycy
- Noel Hogan - gitara, programowanie, chórki
- Richard Walters - wokal

## Dyskografia
- The Black Hair EP
- 14 Days